# تيان جونغ
تيان جونغ هو لاعب كرة قدم صيني، ولد في 12 يناير 1987.